# San Nazzaro Sesia
San Nazzaro Sesia (piemontiul: La Badìa) település Olaszországban, Piemont régióban, Novara megyében. Lakosainak száma 713 fő (2023. január 1.). San Nazzaro Sesia Albano Vercellese, Biandrate, Casalbeltrame, Casalvolone, Oldenico, Recetto, Villata és Greggio községekkel határos.

## Népesség
A település lakossága az elmúlt években az alábbi módon változott:
| Lakosok száma | 719  | 728  | 713  |
|               | 2017 | 2018 | 2023 |